# Toonhaai
De toonhaai (Mustelus mustelus), ook wel gladde haai, is een haai uit de familie van de gladde haaien.

## Kenmerken
De haai heeft een grijze rug, lichte flanken zonder vlekken en een geelwitte buik. Hij heeft een slank lichaam en een korte kop met in de bek vlakke, plaatvormige tanden. De maximale lengte is 164 centimeter en het gewicht ruim 13 kilogram. Hij is niet gevaarlijk voor de mens.

## Leefwijze
Het voedsel van deze nachtactieve haaien bestaat uit kreeftachtigen en andere ongewervelden, maar ook vissen staan op het menu. Ze zoeken in groepen vlak bij de bodem in het ondiepe water van de getijdenzone.

## Verspreiding en leefgebied
Ze komen voor langs de kust van het oosten van de Atlantische Oceaan en in de Middellandse Zee, tot op een diepte van 200 m.
Evenals de gevlekte gladde haai komt de toonhaai voor in de zuidelijke Noordzee. Langs de Belgische en Nederlandse kust wordt deze haai sporadisch gevangen.

## Rode Lijst
De soort staat als kwetsbaar op de internationale Rode Lijst van de IUCN, maar wordt niet gegeten door de mens.

## Synoniemen
- Galeus laevis - Risso, 1820[9]
- Mustelus equestris - Bonaparte, 1834[10]
- Mustelus laevis - Linck, 1790[11]
- Squalus mustelus - Linnaeus, 1758[2]

Mustelus albipinnis · Australische toonhaai (Mustelus antarcticus) · Gevlekte toonhaai (Mustelus asterias) · Grijze toonhaai (Mustelus californicus) · Donkere toonhaai (Mustelus canis) · Scherpsnuittoonhaai (Mustelus dorsalis) · Gestreepte toonhaai (Mustelus fasciatus) · Egale toonhaai (Mustelus griseus) · Bruine toonhaai (Mustelus henlei) · Kleinoogtoonhaai (Mustelus higmani) · Brakwatertoonhaai (Mustelus lenticulatus) · Sikkelvintoonhaai (Mustelus lunulatus) · Stervlektoonhaai (Mustelus manazo) · Gespikkelde toonhaai (Mustelus mento) · Dwergtoonhaai (Mustelus minicanis) · Arabische toonhaai (Mustelus mosis) · Toonhaai (Mustelus mustelus) · Floridatoonhaai (Mustelus norrisi) · Witvlektoonhaai (Mustelus palumbes) · Zwartvlektoonhaai (Mustelus punctulatus) · Mustelus ravidus · Smalsnuittoonhaai (Mustelus schmitti) · Golf Van Mexico Toonhaai (Mustelus sinusmexicanus) · Mustelus stevensi · Mustelus walkeri · Gebochelde toonhaai (Mustelus whitneyi) · Mustelus widodoi